# Parque natural del Carrascal de la Fuente Roja
El parque natural del Carrascal de la Fuente Roja (en valenciano parc natural del Carrascar de la Font Roja) o simplemente Parque natural de la Fuente Roja es un espacio natural protegido español situado en la provincia de Alicante, España.

## Datos básicos
El parque natural del Carrascal de la Fuente Roja fue declarado parque natural el 13 de abril de 1987 por la Generalidad Valenciana. Se encuentra en la comarca de la Hoya de Alcoy, al norte de la provincia de Alicante, entre los términos municipales de Alcoy e Ibi, siendo este último municipio quien tiene la mayor parte del parque en su término municipal. El Carrascal pertenece a Ibi y el paraje de la Fuente Roja a Alcoy. Este parque natural es uno de los espacios naturales mejor conservados del territorio valenciano. El espacio natural protegido abarca unas 2298 hectáreas, y comprende la alineación montañosa de El Alto de San Antonio (L'Alt de Sant Antoni), El Carrascal de la Fuente Roja (El Carrascar de la Font Roja) y La Teixereta. La cumbre de la Sierra de Menachaor (Serra del Menejador), con 1356 m de altura, es la cota más elevada del parque.

## Orografía

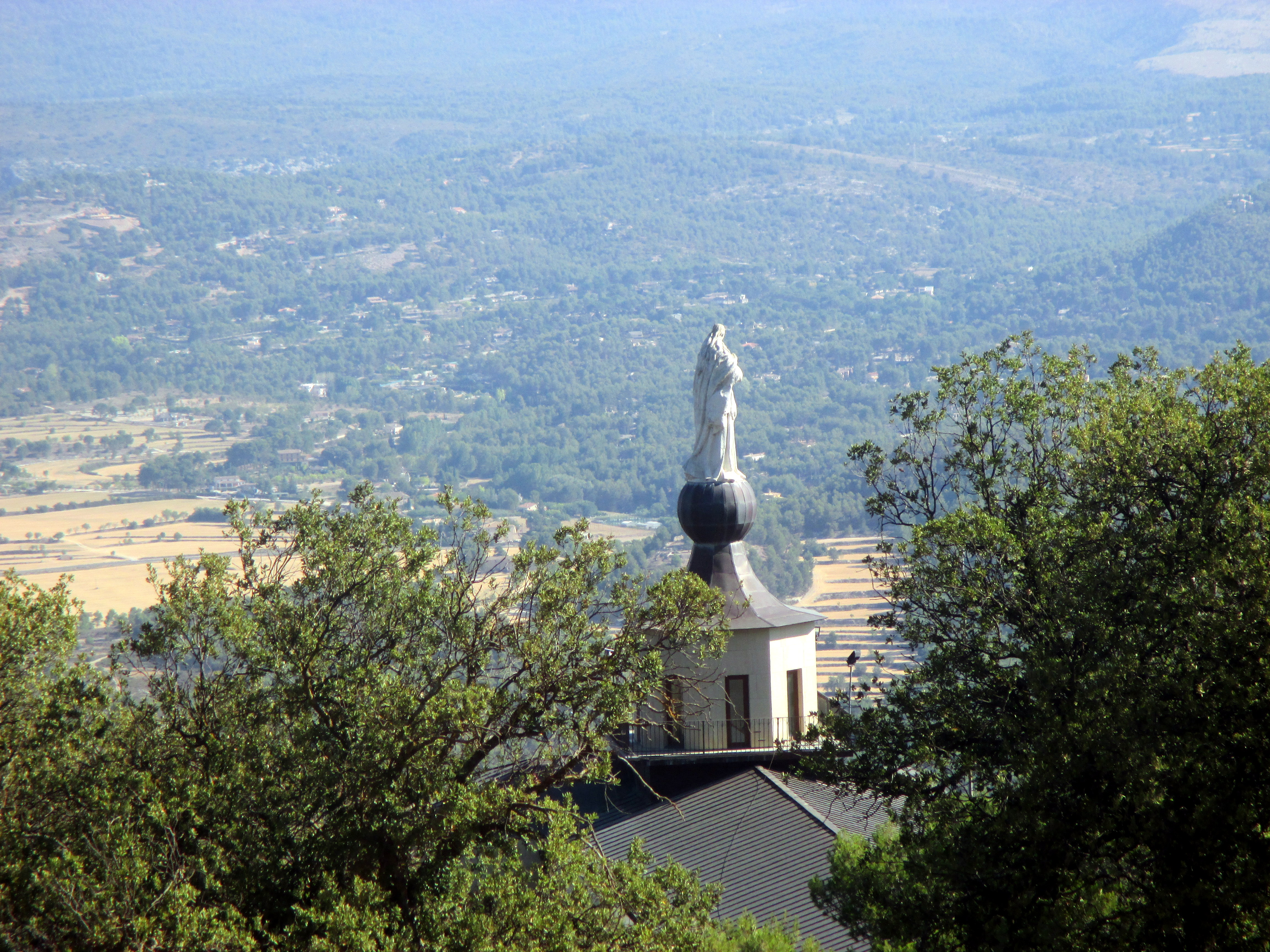
Bajando desde El Menejador

Inmersa en el sistema Bético, la sierra presenta una orientación y una historia geológica típicas de esta cordillera. El macizo lo constituyen básicamente rocas calizas de la era geológica terciaria. La Cueva Helada, muy próxima al Santuario de la Fuente Roja, prueba la existencia de los procesos de karstificación que comúnmente se asocia a este tipo de roca.

## Clima

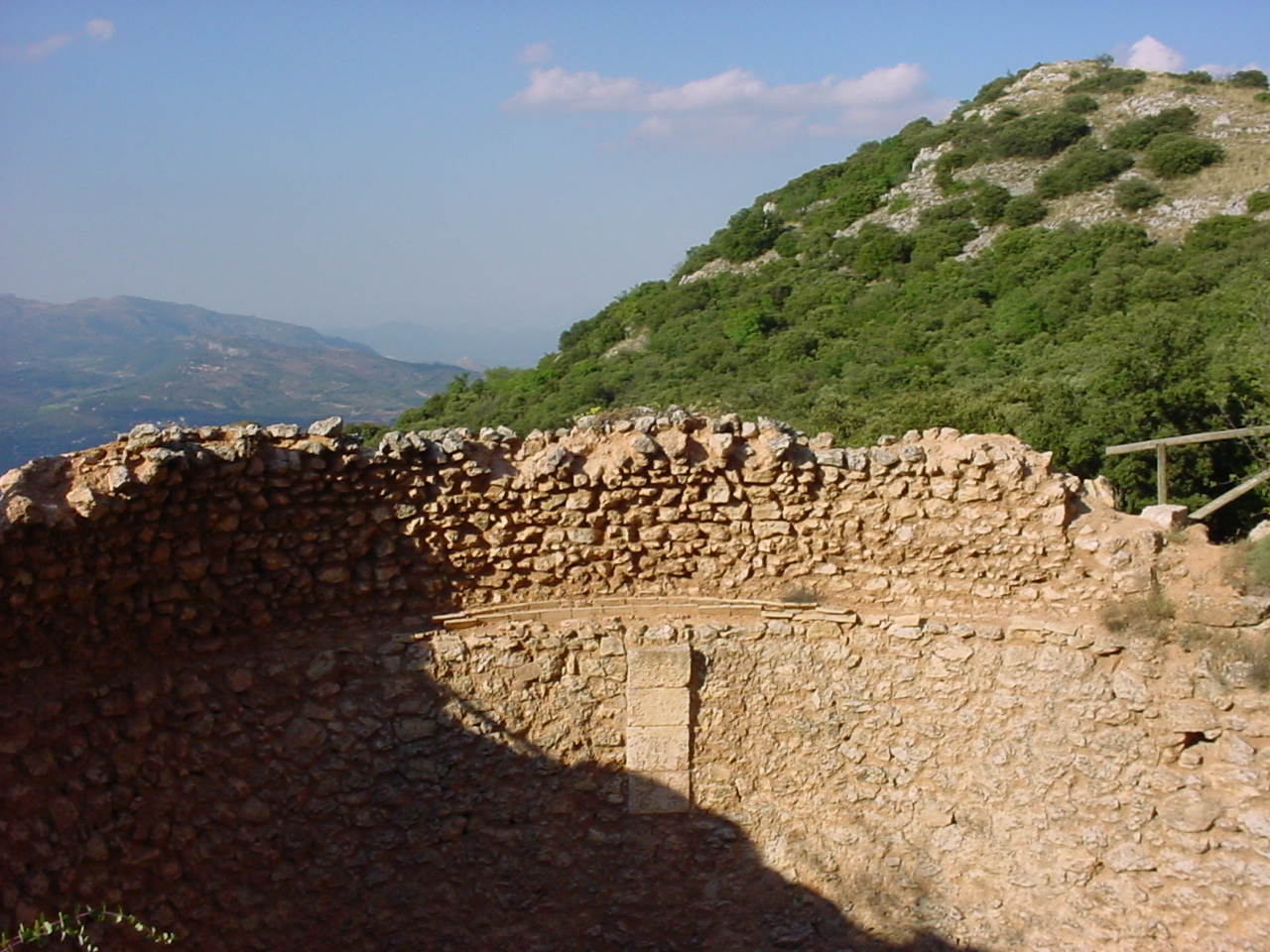
Nevero del Menejador

El parque presenta un clima mediterráneo con influencias continentales y de alta montaña según la altura. Debido a la orientación noreste-suroeste de la sierra los vientos húmedos de la costa se frenan en la ladera norte de la sierra produciendo un mayor volumen de precipitaciones en dicha ladera.
En la cumbre de esta se pueden encontrar restos de algunos prehistóricos neveros o pozos destinados a conservar la nieve.

## Flora
Debido a las diferencias climáticas existentes en el parque, este tiene diversos ecosistemas.
En las zonas más frías y húmedas del parque (ladera norte) y en las zonas situadas a partir de 1250 metros de altura, podemos encontrar el bosque caducifolio formado por especies como el quejigo, el fresno, el arce, el tejo o el mostajo. Esta zona del parque es muy importante debido a la escasez de este tipo de bosque en la Comunidad Valenciana. Una parte muy importante del parque se encuentra cubierta por un bosque de carrasca, en el cual aparecen de manera aislada ejemplares propios del bosque caducifolio, junto con un sotobosque formado por la hiedra, la madreselva, la rubia o el durillo en las zonas más húmedas y el cojín de monja, la salvia de Mariola, la aliaga, la pebrella o el tomillo en las más secas.
También es posible encontrar zonas cubiertas por bosques de pino carrasco debido a las repoblaciones realizadas en zonas degradadas anteriormente cubiertas por carrascas.

## Fauna
La existencia de un bosque bien conservado y de diferentes unidades paisajísticas en el parque, como son los riscales, las pedrizas, los pinares y los cultivos, favorecen la presencia de una fauna rica y variada.

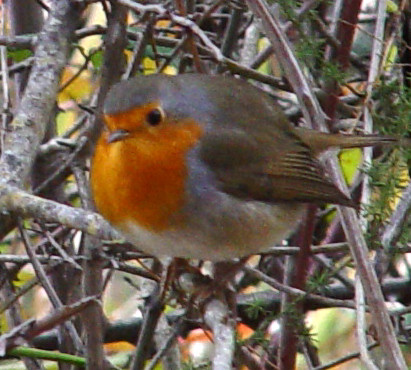
Petirrojo

Asociadas a formaciones boscosas se encuentran especies como el petirrojo (Erithacus rubecula) y el reyezuelo listado (Regulus ignicapillus), el pinzón vulgar (Fringilla coelebs), el carbonero común (Parus major), el agateador común (Certhia brachydactyla), el arrendajo (Garrulus glandarius) y el cárabo común (Strix aluco).
Entre los mamíferos, el jabalí (Sus scrofa) destaca por su abundancia; están también presentes el arruí (Ammotragus lervia), la gineta (Genetta genetta), la comadreja (Mustela nivalis), el gato montés (Felis sylvestris), o el tejón (Meles meles).
Constituye también uno de los últimos reductos de nidificación de especies ornitológicas en las comarcas del sur valenciano como es el gavilán común (Accipiter nisus) o el azor común (Accipiter gentilis) entre otros. De entre todas las especies de fauna que habitan el Parque, hay unas pocas que cabe destacar por su escasez o rareza como son el águila perdicera (Hieraaetus fasciatus), la garduña (Martes foina), el halcón peregrino (Falco peregrinus), el búho real (Bubo bubo) y el buitre leonado (Gyps fulvus). Esta última especie ha sido introducida recientemente en la zona y aunque no nidifica en este parque sí que se ha reproducido con éxito durante el 2005 en la vecina sierra de Mariola, de tal manera que es fácil observarla aquí. En la fauna de invertebrados es relevante por su carácter relíctico la presencia de la mariposa Euphydryas desfontanii.
La solana es reino de diferentes especies de reptiles como la lagartija colilarga (Psammodromus algirus), la víbora hocicuda (Vipera latastei), la culebra de escalera (Elaphe scalaris), la culebra lisa meridional (Coronella girondica) y el lagarto ocelado (Lacerta lepida).

## Accesos
La manera más sencilla de acceder al parque es por la carretera CV-797 que parte desde Alcoy. La ciudad está situada a unos 9 kilómetros del parque. Existe otro acceso desde la carretera CV-795 que va desde Alcoy a Bañeres, cerca de la ermita de Polop se encuentra la conexión con la carretera CV-797 hacia la Font Roja.

## Historia
El aprovechamiento agropecuario nunca ha sido relevante, debido a las rigurosas condiciones climáticas y al carácter agreste del terreno que han dificultado los cultivos en las cotas más elevadas de la sierra. Sin embargo, durante el siglo XVIII, el comercio de la nieve jugó un importante papel en las comarcas de la montaña, que propició el nacimiento de la industria heladera en Ibi y otros municipios próximos. 
Testimonio de este comercio lo encontramos en construcciones de alto valor arquitectónico y también etnológico, como las cavas o pozos de nieve.